# Küchenmaße
Als Küchenmaße bezeichnet man Maßangaben, die häufig in der Küche verwendet werden bzw. durch Küchenzubehör definiert werden. Als Küchenmaß werden auch in der Küche verwendete Messbecher bezeichnet.

## Volumenmaße
| - 1 Scheffel = 5 Eimer (Neuscheffel) = 50 Liter - 1 Eimer = 3 Metzen = 10 Liter - 1 Metze = 3 1⁄3 Liter (auch 3 1⁄2 Liter) - 1 Liter = 1 Maß (regional verschieden) - 1 Liter = 4 Wassergläser (auch 5 Wassergläser) - 1 Liter = 6 Obertassen - 1 Liter = 8 kleine Obertassen bzw. Tassen im Sprachgebrauch - 1 Liter = 100 Esslöffel | - 0,75 Liter = 1 Weinflasche - 0,75 Liter = 6 Weingläser (bei Getränkeplanung) - 1 Weinglas = 8–12 Esslöffel (siehe unten Besteck) - 1 Weinglas = 1⁄8 Liter (als Zutat) |

## Gewichtsmaße
| - 1 Zentner = 50 Kilogramm (kg) - 1 Kilogramm = 2 Pfund (Pfd.) - 1 Kilogramm = 1000 Gramm (g) - 1 Dag = 10 g (Dekagramm) | - 1 Kilogramm = 100 Neulot - 1 Kilogramm = 60 Altlot - 1 kleine Obertasse = 100 g Mehl (oder 160 g Zucker, Grieß bzw. 180 g Reis) |

## Zählmaße
| - 1 Dutzend = 12 Stück - 1 (kleine) Mandel = 15 Stück - 1 große Mandel = 16 Stück - 1 Stiege = 2 Dutzend = 24 Stück (teilweise auch 20) | - 1 Schock = 5 Dutzend = 60 Stück - 1 Schock = 4 Mandel = 60 Stück - 1 Gros = 12 Dutzend = 144 Stück |

## Längenmaße
| - 1 Finger = 1⁄24 Elle = 1⁄12 Fuß = 1 preußischer Zoll = 2,615 cm - 1 Finger = 1 englischer Zoll = 2,54 cm |

## Besteck
Die Berechnung des Volumenmaßes per Besteck liefert keine zuverlässigen Ergebnisse, da Löffel nicht genormt sind. Ältere Löffel fassen, weil meist größer und insbesondere tiefer, größere Mengen als heutige. Daher findet man in Kochbüchern Angaben von 10 bis 15 ml für den Esslöffel, wobei neuere überwiegend von 10 ml ausgehen. Heute übliche Teelöffel fassen auch deutlich weniger als 5 ml, man sollte von 2 ml ausgehen.
Außerdem ist bei den Angaben zu Ess- und Teelöffeln zwischen glatt gestrichenen Löffeln und gehäuften Löffeln zu unterscheiden.
| - 1 Esslöffel (EL) = 10–15 ml - 1 Esslöffel = 3 Teelöffel (TL) = 9–12 g Mehl | - 1 Teelöffel = 5 ml = 3–4 g Mehl - 1 Barlöffel = 5 ml - 1 Messerspitze = unbestimmte Menge, welche auf 5–10 mm passt |

## Nordamerikanische Maße (Vereinigte Staaten)
| - 1 Grain (gr – Gran) ≈ 64,8 mg - 1 Ounce (oz – Unze) = 437,5 Grain ≈ 28,35 g - 1 Pound (lb – Pfund) = 16 oz = 7000 Grain ≈ 453,6 g - 1 fl.oz (fluid ounce) ≈ 29,6 ml | - 1 Cup (Tasse) = 8 fl.oz ≈ 237 ml - 1 Pint (pt – Pinte) = 2 cup = 16 fl.oz. - 1 Quart (Viertel) = 2 Pint - 1 Gallone = 4 Quart ≈ 3,785 Liter |